# Lincoln Village (Californie)
Pour les articles homonymes, voir Lincoln Village.
Lincoln Village est une census-designated place (CDP) du comté de San Joaquin en Californie, aux États-Unis.

## Démographie
| 2000  | 2010  | - | - | - | - |
| ----- | ----- | - | - | - | - |
| 4 216 | 4 381 | - | - | - | - |